# Ryszard Abramowski
Ryszard Herman Abramowski (ur. 31 grudnia 1862 w Płowężu, powiat Brodnica, zm. 1 czerwca 1932 w Elblągu) – polsko-niemiecki duchowny ewangelicki, tłumacz, redaktor i wydawca.
Był synem Rudolfa (młynarza) i Ludwiki Jackstowskiej. Ojciec jego przyznawał się do narodowości polskiej, sam Ryszard Abramowski uważał się jednak za Niemca i do Polaków miał stosunek niechętny, chociaż był miłośnikiem i znawcą języka polskiego. Do szkół gimnazjalnych uczęszczał w Nowym Mieście Lubawskim i Gdańsku, studia teologiczne odbył na uniwersytecie królewieckim oraz w Berlinie.   
W niemal wszystkich miejscach, w których przyszło mu pełnić posługę duszpasterską, głosił polskie kazania. Był kierownikiem szkoły w Wielbarku, kaznodzieją w Olsztynku (od 1886), proboszczem w Działdowie (od 1889), inspektorem misyjnym w Berlinie (od 1894), wreszcie wieloletnim proboszczem w Miłkach koło Giżycka (1904–1929). Jednocześnie swój niechętny stosunek do Polaków podkreślał w artykułach, zamieszczanych pod pseudonimem Dziengel (Dziengiel) w piśmie "Pruski Przyjaciel Ludu".
Przełożył na polski i opublikował zbiór kazań Ubogim Ewangelia opowiadana bywa Adolfa Stoeckera (Berlin, 1888), List o skrytkach Marcina Lutra (Ostróda, 1887), Pieśni Królestwa ku wzbudzeniu i zbudowaniu życia chrześcijańskiego (Neumünster, ok. 1899). U schyłku XIX wieku był jednym z redaktorów berlińskiego "Zwiastuna Pokoju". Utrzymywał kontakt m.in. z Wojciechem Kętrzyńskim, Marcinem Gerssem (u którego wydał kilka własnych publikacji) oraz działaczem łużyckim Bogumiłem Šwjelą, a w 1898 w Berlinie na rzecz sprawy mazurskiej próbował go pozyskać Hugon Bahrke. 